# Isaac Stern
Isaac Stern (Krzemieniec, Poljska 21. srpnja 1920. – New York, 22. rujna 2001.), je bio svjetski poznati američki violinist, židovskog podrijetla.

## Životopis
Isaac Stern je rođen u židovskoj obitelji, u mjestu Krzemieniec u tadašnjoj Poljskoj (danas: Kremenec, Ukrajina). Obitelj je preselila u San Francisco 14 mjeseci nakon njegova rođenja. 
Prvi solistički nastup imao je u dobi od 15 godina u San Franciscu. Iako nije imao reputaciju "čuda od djeteta" ili "velikog virtuoza", izgradio je svoju reputaciju sredinom 1940-tih godina svojim bogatim tonom i emotivnim interpretacijama. Prilično širokog repertoara, od baroknih sonata i koncerata, do skladbi 20-tog stoljeća, brzo je stekao reputaciju jednog od najvećih živućih violinista.
Izvodio je često violinske dionice kao podloge za filmska djela, npr. Humoresque iz 1946. god, Tonight We Sing iz 1953.god, kao i Guslač na krovu (Fiddler on the Roof) iz 1971.
Kao direktor Carnegie Halla, i savjetnik u nekoliko umjetničko-izdavačkih zaklada, poticao je nastupe mladih i talentiranih glazbenika, te je tako promovirao, među ostalima, violončelistu Yo-Yo Ma i violinistu Itzhaka Perlmana. 
Umro je 22. rujna 2001. u New Yorku.

## Vanjske poveznice
- Isaac Stern na IMDb
- Isaac Stern na Allmusic